# S.K.1
S.K.1 (anche SK1 nella stratosfera) è un fumetto di fantascienza realizzato da Guido Moroni Celsi (1885 - 1962), pubblicato dal 1935 al 1937 nel periodico Topolino (n. 151 e seguenti).
Il fumetto, che si richiama per molti versi alla striscia statunitense Flash Gordon, è da alcuni citato come il primo fumetto italiano di fantascienza (precede in effetti la più famosa Saturno contro la Terra dell'anno successivo), ma in realtà è preceduto dalle serie Gli uomini verdi di Yambo, pubblicato dall'agosto 1935 sempre su Topolino, e da Robottino, ancora di Yambo.

## Storia editoriale
Venne pubblicato a puntate sul settimanale Topolino edito dalla Arnoldo Mondadori Editore dal n. 151 del 17 novembre 1935 al n. 179 del 31 maggio 1936 e poi dal n. 209 25 dicembre 1936 al n. 237 dell'8 luglio 1937.
Venne poi ristampato negli anni settanta in una serie di tre albi spillati di grande formato dall'editore Camillo Conti nel 1976 all'interno della collana Albi dell'Avventura (dal n. 80 al n. 82) nella serie Moroni Celsi.

## Personaggi
- professor Vela, scienziato
- Jole, giovane figlia di Vela
- Varo Vaschi, coraggioso e prestante eroe.